# بیست و چهار چشم
بیست و چهار چشم (به ژاپنی: 二十四の瞳 Nijū-shi no Hitomi) فیلمی در ژانر درام به کارگردانی کیسوکه کینوشیتا است که در سال ۱۹۵۴ اکران شد. از بازیگران آن می‌توان به هیدکو تاکامینه و چیشو ریو اشاره کرد.